# Mylene Dizon
Mylene Dizon (6 de septiembre de 1976) es una actriz filipina, conocida por sus retratos como antagonista y protagonista. También es miembro de la cadena ABS-CBN 's, el círculo de la élite de talentos declarada la Estrella Magic, donde obtuvo un lote de 2 alumnos. Recientemente fue vista en tayong Dalawa que fue presentada en ABS-CBN.  María Lacson, que fue su personaje principal en la serie, en las escenas se ve que sustituye ella a un embarazo teniendo a su segundo hijo, con el actor y su novio actual Paolo Paraíso, aunque todavía ninguno de los dos contrajo nupcias.

## Filmografía

### Televisión
| Año  | Título                    | Rolea                          | Canales de televisión |
| 2015 | Once Upon a Kiss          | Giselle Pelaez-Almario         | GMA Network           |
| 2010 | Mara Clara                | Susan David                    | ABS-CBN               |
| 2009 | Tayong Dalawa             | Loretta King                   | ABS-CBN               |
| 2008 | Pieta                     | Young Martha                   | ABS-CBN               |
| 2007 | Agawin Mo Man Ang Lahat   | Greta                          | GMA-7                 |
| 2006 | Princess Charming         |                                | GMA-7                 |
| 2006 | Bahay Mo ba 'to?          | Leona                          | GMA-7                 |
| 2006 | SOP Rules                 | Herself                        | GMA-7                 |
| 2006 | Ang Kasagutan             | Lena                           | GMA-7                 |
| 2006 | Agawin Mo Man Ang Lahat   | Greta                          | GMA-7                 |
| 2003 | Narito Ang Puso Ko        | Stella                         | GMA-7                 |
| 2002 | Basta't Kasama Kita       | Joyce                          | ABS-CBN               |
| 2001 | Sa Dulo Ng Walang Hanggan | Susan, Sara / Sally Concepción | ABS-CBN               |
| 2000 | Tabing Ilog               | Jennifer 'Jerry' Ricafort      | ABS CBN               |
| 1999 | Gimik:The Reunion         | Melanie Suntay                 | ABS-CBN               |
| 1999 | Saan Ka Man Naroroon      | Karen                          | ABS-CBN               |
| 1996 | Gimik                     | Melanie Suntay                 | ABS-CBN               |

### Películas
| Año  | Título                                | Roles         |  |
| 2009 | Status: Single                        | TBA           |  |
| 2008 | Super B                               | TBA           |  |
| 1996 | Ang TV The Movie:The Adarna Adventure | Princesa Ella |  |

Premios
New Movie Actress- Calvento Files-PMPC MOVIES 1998
BEST ACTRESS-BOSES- CINEMANILA INDEPENDENT FILM FEST
BEST ACTRESS- 1OO- 6TH GOLDEN SCREEN AWARDS
- Datos: Q3064476
- Multimedia: Mylene Dizon / Q3064476